# Schaarse reigersbekrandwants
De schaarse reigersbekrandwants (Arenocoris waltlii) is een wants uit de familie randwantsen (Coreidae).

## Uiterlijk
De schaarse reigersbekrandwants is variabel van kleur. Van bruin tot bruingrijs, zowel licht als donker gekleurd. Het derde segment van de antenne wordt bij de top dikker. De wants bereikt een lichaamslengte van zeven tot acht millimeter. De wants lijkt heel veel op Reigersbekrandwants (Arenocoris fallenii). Het halsschild mist echter de twee rijen naar achter wijzende stekels en het derde antennesegment verschilt van vorm.

## Verspreiding en habitat
De soort wordt aangetroffen in West- Midden- en Zuid Europa, vooral in het Middellandse Zeegebied en naar het het oosten door Klein-Azië in de Kaukasus en in het Midden-Oosten. In Nederland is het een zeer zeldzame wants. Hij heeft een voorkeur voor droge, zanderige gebieden, waar natuurlijk reigerbek voorkomt.

## Leefwijze
Net zo als de reigersbekrandwants voedt de schaarse reigersbekrandwants zich met reigersbek (Erodium cicutarium). De volwassen wants overwintert in het droge bladafval. De eerste volwassen generatie verschijnt in augustus.